# ایمره نادی (ورزشکار پنج‌گانه)
ایمره نادی (انگلیسی: Imre Nagy; ۲۱ فوریهٔ ۱۹۳۳ – ۲۰ اکتبر ۲۰۱۳) ورزشکار پنج‌گانه مدرن اهل مجارستان بود.
وی در مسابقات کشوری و بین‌المللی در مجموع برندهٔ ۱ مدال طلا، ۴ مدال نقره، ۱ مدال برنز شده‌است.